# Saturnin z Toulouse
Svatý Saturnin z Toulouse (lat. Saturninus, fr. Sernin; † okolo 257 v Toulouse) byl starověký křesťanský misionář a mučedník, jeden ze sedmi apoštolů vyslaných ke Galům, žijícím na území dnešní Francie, sv. Fabiánem.

## Život
Místo jeho narození není známé. 
Zemřel usmýkán býkem na příkaz polyteistických kněží, kteří jej vinili z toho, že svou přítomností ruší účinek jejich obřadů a že odmítl obětovat v jejich chrámu. Jeho kult lze vystopovat již ve 3. století, svátek slaví 29. listopadu. Zobrazován bývá jako biskup smýkaný býkem.
Je patronem proti bolestem hlavy a závratím, proti moru, proti smrtelné úzkosti a za dobrou hodinu smrti; proti soužení s mravenci. Též je hlavním patronem města Toulouse.

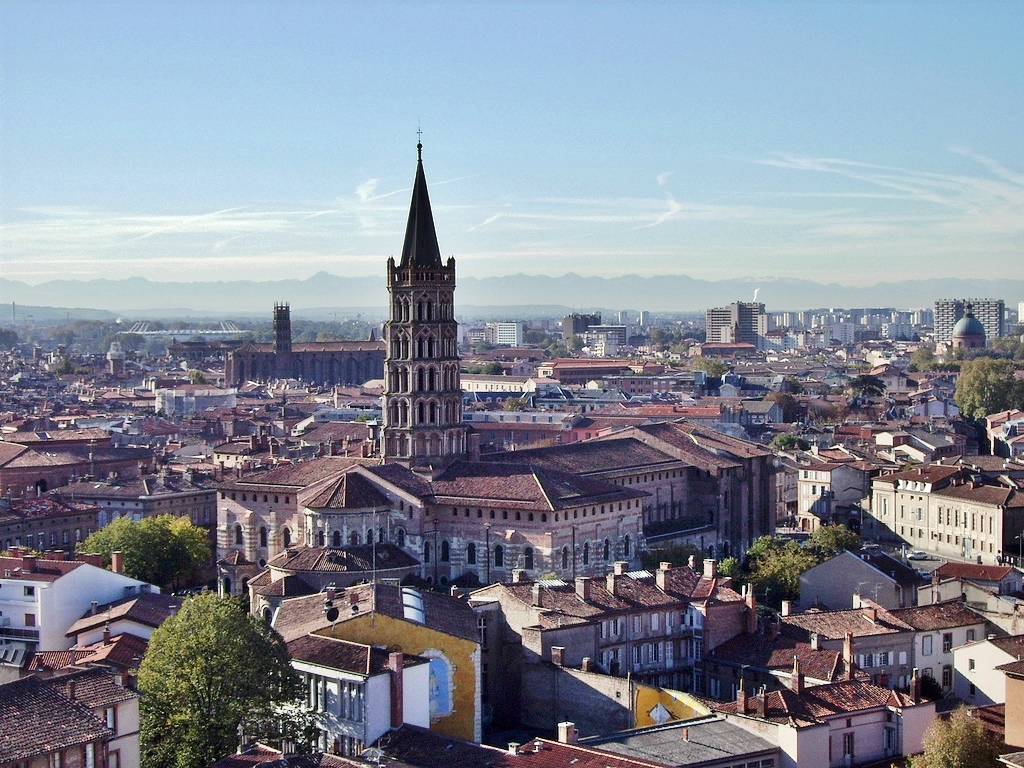
bazilika sv. Saturnina v Toulouse

Je mu zasvěcena bazilika sv. Saturnina v Toulouse, vybudovaná v letech 1080-1120 nad jeho hrobem, která je jednou z důležitých zastávek na poutní cestě do Santiaga de Compostela.